# Mickey Rourke
Philip André Rourke Jr., detto Mickey (Schenectady, 16 settembre 1952), è un attore e sceneggiatore statunitense.
Durante la sua giovinezza ha praticato il pugilato e ha vissuto una breve esperienza da pugile professionista negli anni novanta. È noto principalmente per la partecipazione a film come Rusty il selvaggio (1983), L'anno del dragone (1985), 9 settimane e ½ (1986), Angel Heart - Ascensore per l'inferno (1987), Sin City (2005), The Wrestler (2008), film per cui ha ottenuto una candidatura al premio Oscar al miglior attore e vinto un Golden Globe, un Premio BAFTA e un Independent Spirit Award, e I mercenari - The Expendables (2010).
Nonostante una vita turbolenta al di fuori dello schermo, negli ultimi decenni è riuscito a proporsi come interprete di nicchia, principalmente in ruoli di antieroe emarginato, dal carattere ruvido e solitario.

## Biografia

### Giovinezza
Philip Andre Rourke nasce il 16 settembre 1952 a Schenectady (New York) da una famiglia di religione cattolica e di origini inglesi, scozzesi, irlandesi, francesi e tedesche, primo dei tre figli di Annette Cameron e Philip André Rourke; Cresce nei sobborghi di Miami, nel quartiere prevalentemente afro-americano di Liberty City. Ha una sorella più giovane, Patty, un fratellastro, Joey, morto a 50 anni nel 2004, e 6 fratelli acquisiti, come risultato del divorzio dei suoi genitori e del nuovo matrimonio di sua madre. 
Frequenta la Miami Beach Senior High School, ma di questi anni si sa poco. Verso i 16 anni inizia a fumare tabacco e a frequentare la famosa palestra per pugili della Quinta Strada di Miami Beach. Qui Rourke viene visto come uno degli atleti più precoci e promettenti, addirittura poi chiamato come sparring partner di Luis El Feo Rodríguez, l'allora campione del mondo dei pesi welter. Il tabellino finale della sua attività dilettantistica riporta 20 incontri vinti (17 KO) e 4 incontri persi. Problemi per delle ferite serie rimediate dallo sparring match in poi lo costringono a smettere col pugilato per un anno. Sarà per lui un periodo deprimente, ma che lo porterà alla recitazione con un piccolo ruolo in uno spettacolo teatrale di un amico di università, Deathwatch. Innamoratosi della recitazione, si trasferisce a New York con dei soldi prestati dalla sorella e grazie all'aiuto di un'insegnante privata di recitazione riesce a entrare nel prestigiosissimo Lee Strasberg Theatre and Film Institute, dove studia la recitazione metodica assieme all'ormai famoso Al Pacino, con gli stessi professori che formarono attori del calibro di Robert De Niro e Christopher Walken.

### Gli inizi come attore
Debutta sul grande schermo con un piccolo ruolo nel film 1941 - Allarme a Hollywood (1979) di Steven Spielberg, ma è la sua interpretazione del piromane nel film Brivido caldo (1980) ad attirare molta attenzione nonostante sia un breve ruolo. Nei primi anni ottanta, appare nel film di culto A cena con gli amici (1982) di Barry Levinson, accanto a Paul Reiser, Daniel Stern, Steve Guttenberg e Kevin Bacon, attori che diventeranno stelle di Hollywood.
Il ruolo che lo rivela al grande pubblico è quello dell'enigmatico fratello maggiore di Matt Dillon nella storia sulle problematiche giovanili Rusty il selvaggio (1983), film che vede la presenza di talenti come Dennis Hopper, Diane Lane, Nicolas Cage, Chris Penn, Laurence Fishburne e Tom Waits.

### Il successo
La sua performance nel film Il Papa del Greenwich Village (1984) assieme a Daryl Hannah ed Eric Roberts richiama l'attenzione dei critici. Il film è un insuccesso commerciale, ma con il tempo viene in parte rivalutato. L'attore Johnny Depp parla di "cinema perfetto" e il programma Entourage della rete HBO lo elogia. L'attore afferma che è il suo film preferito, e sia la Hannah sia Roberts lo hanno menzionato come un punto alto delle loro rispettive carriere.
A metà degli anni ottanta si aggiudica dei ruoli di primo piano, diventando una stella di prima grandezza. La sua prova assieme a Kim Basinger in 9 settimane e ½ (1986), diretto da Adrian Lyne, acclamata dal pubblico e che presenta una sessualità appena visibile e leggermente trasgressiva, gli dà lo scettro del sex symbol mondiale. Successivamente la critica lo elogia per il suo lavoro nel film Barfly - Moscone da bar (1987), dove interpreta il ruolo dello scrittore alcolizzato Henry Chinaski, creato da Charles Bukowski, e per il film L'anno del dragone (1985), con la regia di Michael Cimino e la sceneggiatura di Oliver Stone, in cui interpreta un ostinato poliziotto che indaga sulla mala cinese.
Per parte della critica la sua migliore interpretazione è nel film Angel Heart - Ascensore per l'inferno (1987) di Alan Parker, nel quale fanno molto discutere, soprattutto l'opinione pubblica statunitense, le scene di sesso con l'attrice Lisa Bonet, interprete della celebre serie TV per famiglie I Robinson. Ad alcune critiche negli Stati Uniti, per questo e per altri ruoli sordidi, ribelli o dalla morale ambigua, fa da contraltare una buona considerazione della critica europea. Nel 1989 interpreta San Francesco d'Assisi nel film della regista Liliana Cavani intitolato, appunto, Francesco.

### Temporaneo declino

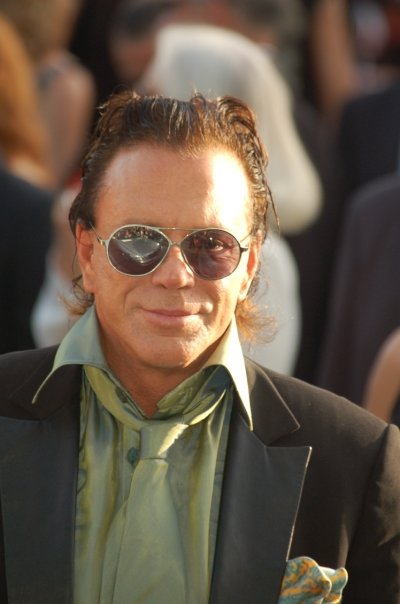
Mickey Rourke al Festival di Cannes 2007

La carriera d'attore di Mickey Rourke viene a questo punto messa in ombra dalla sua vita privata e da scelte di carriera apparentemente eccentriche. Registi come Alan Parker trovano difficile lavorare con lui. Parker disse che «lavorare con Mickey è un incubo. È davvero pericoloso sul set perché non sai mai quello che sta per fare». Durante questo periodo si vocifera un suo abuso di droghe, viene fotografato spesso con una compagnia che include membri di gang di motociclisti e la star dell'hip hop Tupac Shakur. Si dice che abbia contatti sociali con individui legati all'associazione criminale di John Gotti.
Mentre l'attore rifiuta ruoli in film di alto livello, recita nel film softcore Orchidea selvaggia (1989). Durante le riprese inizia una relazione con la sua coprotagonista Carré Otis che avrebbe in seguito sposato, per poi divorziare nel 1998, dopo una tormentata relazione. Voci che una scena d'amore in cui recitarono per il film non fosse simulata si sono mantenute fino a oggi, benché entrambi gli attori abbiano negato il fatto. Voci da parte dei media su un suo sempre più abitudinario uso di droghe aumentano dopo il ricovero della Otis per una overdose di eroina.
In questo periodo si esibisce con David Bowie nell'album Never Let Me Down, e scrive la sua prima sceneggiatura per Homeboy, una triste e malinconica storia sul pugilato che lo vede tra i protagonisti. Nel 1991 è Harley Davidson in Harley Davidson & Marlboro Man, che ha come coprotagonista la star della serie TV Miami Vice Don Johnson. Il film si rivela un successo al botteghino statunitense. Una controversia sul credo politico di Rourke si sviluppa quando dichiara di aver donato parte del suo salario per il film Francesco, al PIRA. In seguito torna ritira questa dichiarazione.
Nel 1991 decide che «doveva tornare a boxare» perché sentiva che «era sulla via dell'autodistruzione [...] e che non sentiva rispetto di sé stesso come attore». Quando divenne un pugile professionista, vinse tutti gli incontri con avversari più volte giudicati di minor livello (o ottenne un pareggio). Non riesce tuttavia a raggiungere una caratura sportiva di livello nazionale. Subisce poi numerosi infortuni, come il naso rotto, denti spezzati, costole incrinate, lingua tagliata, e la compressione dello zigomo, tutti fantasmi di una sfortunata carriera giovanile. Per la sua entrata sul ring usava Sweet Child o' Mine dei Guns N' Roses, Mickey Rourke è presente nei ringraziamenti dell'ultimo album del gruppo Chinese Democracy. Infatti Axl Rose ha concesso la licenza gratuita sull'utilizzo di Sweet Child o' Mine nel film del 2008 The Wrestler per la sua amicizia con l'attore.
Nel 1995 Rourke si ripresenta in pubblico alla première di un film hollywoodiano con evidenti interventi di chirurgia plastica. Nel 1997 esce 9 settimane e ½ - La conclusione, sequel del precedente successo del 1986, ma che si rivelò un insuccesso di critica e pubblico. Nel 2001 partecipa al film Sola nella trappola. L'immagine dell'attore è sempre più legata a quella del personaggio sofferente, tosto e cattivo, figura che comincia a fargli avere piccoli ruoli adatti alla sua immagine.

### Ritorno al grande cinema

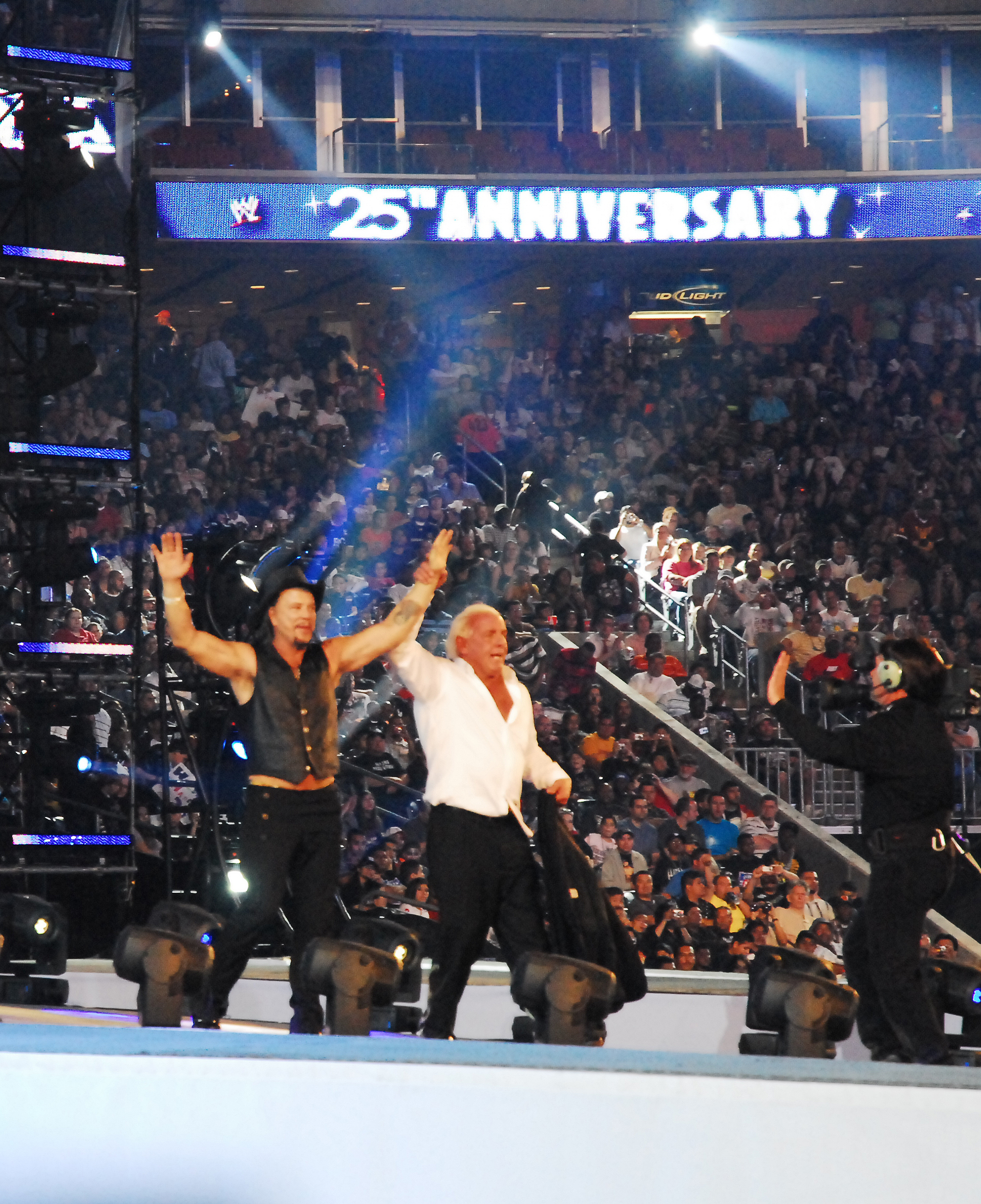
Mickey Rourke con Ric Flair a WrestleMania XXV

Mickey Rourke torna al successo nel 2005 con la partecipazione ai film Sin City (nella parte di un energumeno chiamato Marv) e Domino. Il definitivo ritorno alla ribalta avviene con l'interpretazione del film The Wrestler (2008), pellicola che si aggiudica il Leone d'oro alla 65ª Mostra internazionale d'arte cinematografica anche e soprattutto grazie alla sua interpretazione che, secondo molti critici, avrebbe meritato di essere premiata con la Coppa Volpi per il miglior attore maschile. Nel gennaio del 2009 si aggiudica il suo primo Golden Globe e il prestigioso Independent Spirit Award. Durante il discorso di ringraziamento per quest'ultimo premio, chiama in causa i registi e produttori presenti in sala, rimproverandoli di non aver dato al suo amico Eric Roberts, visibilmente commosso, una seconda chance che, al contrario, lui ha ricevuto. Roberts e Rourke avevano lavorato insieme ne Il Papa del Greenwich Village e il primo, dopo altre buone apparizioni al cinema, si era lentamente dileguato in film di serie B e in guai con la giustizia. Pochi giorni dopo venne ufficializzata anche la sua candidatura al premio Oscar al miglior attore protagonista sempre per il medesimo ruolo di Randy The Ram Robinson, statuetta che però andò a Sean Penn per Milk.
Nel 2009 si parlò di una sua possibile futura presenza nel mondo del wrestling, nella WWE. Da segnalare la sua presenza tra il pubblico a WrestleMania XXV; al termine del combattimento che vedeva impegnate alcune leggende WWE, Mickey Rourke viene sfidato da Chris Jericho sul ring e dopo pochi secondi Mickey riesce a metterlo al tappeto, festeggiando in seguito con Ric Flair. Uno dei wrestler con il quale Rourke ha fraternizzato di più durante il tour con la WWE è stato proprio Flair. Inoltre, dopo l'esperienza come wrestler nel film The Wrestler ha incominciato a fare il wrestler in qualche federazione minore in poche occasioni. Una delle conseguenze di questa scelta è stata la rottura del braccio. Nel settembre 2010, al Toronto International Film Festival, è stato annunciato un film basato sulla vita dell'assassino della mafia Richard Kuklinski, tratto dal libro The Ice Man di Philip Carlo, prodotto dalla Natural Selection di Matty Beckerman. David McKenna è stato incaricato della sceneggiatura, con Mickey Rourke nei panni di Kuklinski e coproduttore del film. Nel 2010 ha ottenuto il ruolo del supercriminale Whiplash nel film Iron Man 2. Successivamente appare nel film diretto dall'amico e collega Sylvester Stallone: I mercenari - The Expendables (2010), dove interpreta il ruolo di Tool, un mercenario non più in attività.

## Vita privata
È stato sposato dal 1981 al 1989 con l'attrice Debra Feuer, con cui ha lavorato nel film Homeboy.
Nel 1992 si è sposato con l'attrice Carré Otis, da lui conosciuta sul set del film Orchidea selvaggia. La coppia ha divorziato nel 1998.
Mickey Rourke pratica il cattolicesimo e politicamente si dichiara elettore del Partito Repubblicano, sebbene sia un sostenitore della PETA e dell'Irish Republican Army.

## Filmografia

### Attore

#### Cinema
- 1941 - Allarme a Hollywood, regia di Steven Spielberg (1979)
- Dissolvenza in nero (Fade to Black), regia di Vernon Zimmermann (1980)
- I cancelli del cielo (Heaven's Gate), regia di Michael Cimino (1980)
- Brivido caldo (Body Heat), regia di Lawrence Kasdan (1981)
- A cena con gli amici (Diner), regia di Barry Levinson (1982)
- Rusty il selvaggio (Rumble Fish), regia di Francis Ford Coppola (1983)
- Eureka, regia di Nicolas Roeg (1983)
- Il Papa del Greenwich Village (The Pope of Greenwich Village), regia di Stuart Rosenberg (1984)
- L'anno del dragone (Year of the Dragon), regia di Michael Cimino (1985)
- 9 settimane e ½ (9½ Weeks), regia di Adrian Lyne (1986)
- Angel Heart - Ascensore per l'inferno (Angel Heart), regia di Alan Parker (1987)
- Una preghiera per morire (A Prayer for the Dying), regia di Mike Hodges (1987)
- Barfly - Moscone da bar (Barfly), regia di Barbet Schroeder (1987)
- Homeboy, regia di Michael Seresin (1988)
- Johnny il bello (Johnny Handsome), regia di Walter Hill (1989)
- Francesco, regia di Liliana Cavani (1989)
- Orchidea selvaggia (Wild Orchid), regia di Zalman King (1989)
- Ore disperate (Desperate Hours), regia di Michael Cimino (1990)
- Harley Davidson & Marlboro Man (Harley Davidson and the Marlboro Man), regia di Simon Wincer (1991)
- White Sands - Tracce nella sabbia (White Sands), regia di Roger Donaldson (1992)
- F.T.W. - Fuck The World (F.T.W.), regia di Michael Karbelnikoff (1994)
- Fall Time, regia di Paul Warner (1995)
- Uscita di sicurezza (Exit in Red), regia di Yurek Bogayevicz (1996)
- Bullet, regia di Julien Temple (1996)
- Double Team - Gioco di squadra (Double Team), regia di Hark Tsui (1997)
- 9 settimane e ½ - La conclusione (Love in Paris), regia di Anne Goursaud (1997)
- L'uomo della pioggia - The Rainmaker (The Rainmaker), regia di Francis Ford Coppola (1997)
- Point Blank - Appuntamento con la morte (Point Blank), regia di Matt Earl Beesley (1998)
- Buffalo '66, regia di Vincent Gallo (1998)
- Thursday - Giovedì (Thursday), regia di Skip Woods (1998)
- Shergar, regia di Dennis C. Lewiston (1999)
- Out in Fifty, regia di Bojesse Christopher (1999)
- Shades, regia di Erik Van Looy (1999)
- Animal Factory, regia di Steve Buscemi (2000)
- La vendetta di Carter (Get Carter), regia di Stephen Kay (2000)
- Insects - Invasione letale (They Crawl), regia di John Allardice (2001)
- La promessa (The Pledge), regia di Sean Penn (2001)
- Sola nella trappola (Picture Claire), regia di Bruce McDonald (2001)
- Spun, regia di Jonas Åkerlund (2002)
- Masked and Anonymous, regia di Larry Charles (2003)
- C'era una volta in Messico (Once Upon a Time in Mexico), regia di Robert Rodriguez (2003)
- Man on Fire - Il fuoco della vendetta (Man on Fire), regia di Tony Scott (2004)
- Domino, regia di Tony Scott (2005)
- Sin City, regia di Frank Miller e Robert Rodriguez (2005)
- Alex Rider: Stormbreaker (Stormbreaker), regia di Geoffrey Sax (2006)
- The Informers - Vite oltre il limite (The Informers), regia di Gregor Jordan (2008)
- The Wrestler, regia di Darren Aronofsky (2008)
- Killshot, regia di John Madden (2008)
- 13 - Se perdi... muori (13), regia di Géla Babluani (2010)
- Iron Man 2, regia di Jon Favreau (2010)
- Passion Play, regia di Mitch Glazer (2010)
- I mercenari - The Expendables, regia di Sylvester Stallone (2010)
- Immortals, regia di Tarsem Singh (2011)
- Black Gold, regia di Jeta Amanta (2011)
- The Courier, regia di Hany Abu-Assad (2012)
- Java Heat, regia di Conor Allyn (2013)
- Sin City - Una donna per cui uccidere (Sin City: A Dame to Kill For), regia di Robert Rodriguez e Frank Miller (2014)
- Ashby - Una spia per amico (Ashby), regia di Tony McNamara (2015)
- I combattenti (Blunt Force Trauma), regia di Ken Sanzel (2015)
- Skin Traffik (A Hitman in London), regia di Ara Paiaya (2015)
- Bastardi di Guerra (War Pigs), regia di Ryan Little (2015)
- Weaponized, regia di Timothy Woodward Jr. (2016)
- Nightmare Cinema, regia di Alejandro Brugués e Ryūhei Kitamura (2018)
- Tiger, regia di Alister Grierson (2018)
- Berlin, I Love You, regia di Dianna Agron e Peter Chelsom (2019)
- Night Walk, regia di Aziz Tazi (2019)
- Adverse, regia di Brian A. Metcalf (2020)
- Girl, regia di Chad Faust (2020)
- Legionnaire's Trail - Il legionario (The Legion), regia di Jose Magan (2020)
- Take back, regia di Christian Sesma (2021)
- The Commando, regia di Asif Akbar (2022)
- The Palace, regia di Roman Polański (2023)

#### Televisione
- Love in the Hamptons, regia di Tom Folino (1976) - video
- Città in fiamme (City in Fear) - film TV, regia di Jud Taylor (1980)
- Atto d'amore (Act of Love) - film TV, regia di Jud Taylor (1980)
- Il caso di Greta Rideout (Rape and Marriage: The Rideout Case) - film TV, regia di Peter Levin (1980)
- Hardcase - film TV, regia di Lee H. Katzin (1981)
- L'ultimo fuorilegge (The Last Outlaw) - film TV, regia di Geoff Murphy (1993)
- Una linea di sangue (Thicker Than Blood) - film TV, regia di Richard Pearce (1998)
- Dead in Tombstone, regia di Roel Reiné (2013)

### Sceneggiatore
- Homeboy, regia di Michael Seresin (1988) - soggetto e sceneggiatura
- F.T.W. - Fuck The World, regia di Michael Karbelnikoff (1994) - soggetto
- Bullet, regia di Julien Temple (1995) - sceneggiatura (con lo pseudonimo di "Sir Eddie Cook")

### Doppiatore
- Generation Iron, regia di Vlad Yudin (2013) - documentario

## Doppiatori italiani
Nelle versioni in italiano delle opere in cui ha recitato, Mickey Rourke è stato doppiato da:
- Francesco Pannofino in Fall Time - Tempo scaduto, Bullet, Animal Factory, Domino, Alex Rider: Stormbreaker, The Wrestler, Killshot, Iron Man 2, Immortals, The Palace
- Tonino Accolla ne Il Papa del Greenwich Village, 9 settimane e ½, Angel Heart - Ascensore per l'inferno, Una preghiera per morire, Orchidea selvaggia, Ore disperate, La vendetta di Carter
- Mario Cordova in Barfly - Moscone da bar, Harley Davidson & Marlboro Man, L'ultimo fuorilegge, 13 - Se perdi... muori, Ashby - Una spia per amico
- Roberto Draghetti in C'era una volta in Messico, Sin City, The Informers - Vite oltre il limite, Dead in Tombstone, Sin City - Una donna per cui uccidere
- Nino Prester in Double Team - Gioco di squadra, A costo della vita, La promessa, Man on Fire - Il fuoco della vendetta
- Sandro Acerbo in Johnny il bello, Francesco, F.T.W. - Fuck The World
- Roberto Pedicini in Rusty il selvaggio, Eureka, Uscita di sicurezza
- Claudio Sorrentino in Homeboy, White Sands - Tracce nella sabbia
- Fabrizio Pucci in 9 settimane e ½ - La conclusione, Weaponized
- Maurizio Scattorin in Thursday - Giovedì, Masked and Anonymous
- Rodolfo Bianchi in Invasion, Sezione 8
- Pierluigi Astore in The Courier, Java Heat, Adverse
- Sergio Di Giulio in Brivido caldo
- Antonio Sanna in Il caso di Greta Rideout
- Rodolfo Baldini in A cena con gli amici
- Ferruccio Amendola in L'anno del dragone
- Ennio Coltorti in L'uomo della pioggia - The Rainmaker
- Pino Insegno in Buffalo '66
- Carlo Marini in Sola nella trappola
- Riccardo Lombardo in Spun
- Stefano De Sando ne I mercenari - The Expendables
- Teo Bellia in Skin Traffik
- Dario Oppido in Berlin, I Love You

## Riconoscimenti
- 2009 – Candidatura all'Oscar al miglior attore per The Wrestler
- 2009 – Miglior attore in un film drammatico per The Wrestler